# Csekelaka
Csekelaka (románul: Cecălaca) falu Romániában, Maros megyében. Közigazgatásilag Cintos községhez tartozik.

## Fekvése
Marosújvártól nyugatra, Marosludastól 12 km-re délnyugatra fekszik a DJ107G megyei úton, Maros megye nyugati határához közel, a Hegymögött nevű tájegységben.

## Története
Csekelaka neve már 1296-ban feltűnt egy oklevélben Chekeloka-i László fia: Domokos és testvére: Lukas nevében.
1333-ban már egyházas hely volt, a pápai tizedjegyzék szerint papja ekkor 62, 1336-ban 10 dénár pápai tizedet fizetett.
1430-ban birtokosa, Chekelaka-i Márton nevében tűnt fel, 1446-ban pedig Csekelakai Adorjánné Dellői Lúcia, Csekelakai János özvegye: Klára, fiai: Miklós, Balázs és János voltak említve.
1458-ban Csekelakai Lukácsi János fia Miklós – testvére: Adorján, Balázs, János; Adorján fiai: János, Gergely, Szaniszló nevében is – tiltotta Csesztvei Jakabot attól, hogy Chekelaka-i birtokrészét elidegenítse.
1587-ben Czyekelaka, 1733-ban Csekelaka, 1750-ben Csakilaka, 1808-ban és 1913-ban Csekelaka néven volt említve.
A trianoni békeszerződés előtt Alsó-Fehér vármegye Marosújvári járásához tartozott.
1910-ben 731 lakosából 446 magyar, 284 román volt. Ebből 283 görögkatolikus, 424 református, 11 izraelita volt.